# Advance Wars 1+2: Re-Boot Camp
Advance Wars 1+2: Re-Boot Camp es un videojuego de estrategia por turnos de 2023 desarrollado por WayForward y publicado por Nintendo para Nintendo Switch. Es una nueva versión de los dos primeros títulos de la serie Advance Wars, Advance Wars (2001) y Advance Wars 2: Black Hole Rising (2003). Fue lanzado el 21 de abril de 2023.

## Jugabilidad
Advance Wars 1+2: Re-Boot Camp es una nueva versión de Advance Wars (2001) y Advance Wars 2: Black Hole Rising (2003), que fueron desarrollados originalmente por Intelligent Systems. Es un videojuego de estrategia por turnos en el que el jugador controla al asesor táctico del ejército de Orange Star y es llamado para defender su tierra natal. Además de las campañas de historia de ambos juegos, Advance Wars 1+2 incluye un modo "Versus" que admite multijugador local y en línea, y un creador de mapas.

## Desarrollo
El videojuego fue anunciado durante el Nintendo Direct de la E3 2021 el 15 de junio, con fecha de lanzamiento el 3 de diciembre del mismo año. El videojuego fue retrasado hasta el 8 de abril de 2022, antes del lanzamiento de diciembre de 2021 y luego fue retrasado indefinidamente el 9 de marzo de 2022 debido a la invasión rusa de Ucrania en 2022. En febrero de 2023 se anunció otra fecha de lanzamiento para el 21 de abril de 2023.

## Recepción
Advance Wars 1+2: Re-Boot Camp recibió "críticas generalmente favorables" según el agregador de reseñas Metacritic.
Polygon elogió la cantidad de contenido disponible y escribió: «Para los recién llegados, es una gran cantidad de contenido; para los fanáticos de Advance Wars que regresan, es una forma muy pulida de reproducir docenas de escenarios familiares». A The Verge le gustó la nueva estética de la nueva versión: «Los mapas son como versiones coloridas de lo que podrías ver en una tienda de pasatiempos de alta gama, con césped que parece fieltro verde y efectos de agua sorprendentemente realistas».
Eurogamer sintió que la representación de la guerra se sentía un poco fuera de lugar en la actualidad, y escribió que se sienten «en conflicto de una manera más turbia sobre Advance Wars». Si bien GameSpot disfrutó de los diversos modos multijugador, sintieron que la falta de una función de rebobinado fue una oportunidad perdida, «si cometes un error, a veces el mejor curso de acción es reiniciar la batalla, lo que podría costarte horas durante la duración de una campaña».
Una crítica común de este lanzamiento se dirige hacia su modo multijugador. Ozzie Mejia de Shacknews, a pesar de dar una crítica positiva al videojuego en general, afirma que la experiencia multijugador fue «definitivamente decepcionante» e «insatisfactoria».